# Michał Witowski
Michał Witowski (ur. 16 sierpnia 1977) – polski lekkoatleta specjalizujący się w trójskoku, mistrz Polski.

## Życiorys
Reprezentował barwy AZS-AWF Kraków. 
Na mistrzostwach Polski seniorów wywalczył cztery medale w sztafecie 4 x 100 metrów: złoty w 1999, srebrne w 1998 i 2001 oraz brązowy w 2000. Indywidualnie dwukrotnie zajął 5. miejsce w trójskoku (w 1997, 1999). 
Rekord życiowy w trójskoku: 16,18 (3.07.1999).